# Эзмийское захоронение
Эзми́йское захороне́ние — погребальный памятник куро-аракской культурно-исторической общности в Ингушетии. Представляет собой каменно-ящичное захоронение, относящееся к концу III тыс. до н. э. Расположено вблизи древнего ингушского селения Эзми, на склоне холмистой возвышенности, на самом стыке Дарьяльского и Джейрахского ущелий.
В Эзмийском каменно-ящичном захоронении обнаружен баночный сосуд, характерный для куро-аракской культуры. Такие сосуды имели вертикальные или чуть расширяющиеся кверху стенки. Во многих случаях баночные сосуды снабжались одной или двумя петлевидными ручками. Посуда представленных форм встречается практически во всех памятниках куро-араксской культуры.